# Дедачов
Дедачов (Дєдачов) (словац. Dedačov) — село в Словаччині, Гуменському окрузі Пряшівського краю. Розташоване в північно-східній частині Словаччини в південній частині Низьких Бескидів в долині лівої притоки Лабірця.

## Історія
Давнє лемківське село. Уперше згадується у 1543 році.
У селі є греко-католицька церква Різдва Пресвятої Богородиці з 1800 року в стилі класицизму.
У 1880 р. село належало до комітату Земплін, у селі була греко-католицька парафіяльна церква і 177 жителів.

## Населення
| Рік:            | 1993 | 2003    | 2013    | 2023    |
| --------------- | ---- | ------- | ------- | ------- |
| Кількість осіб: | 163  | 178     | 169     | 156     |
| Різниця:        |      | +9,20 % | -5,05 % | -7,69 % |

| Рік:            | 2022 | 2023    |
| --------------- | ---- | ------- |
| Кількість осіб: | 158  | 156     |
| Різниця:        |      | -1,26 % |

В селі проживало 167 осіб (31.12.2011).
Національний склад населення (за даними останнього перепису населення — 2001 року):
- словаки — 100,0 %.

Склад населення за приналежністю до релігії станом на 2001 рік:
- римо-католики: 59,12 %,
- греко-католики: 38,36 %,
- не вважають себе віруючими або не належать до жодної вищезгаданої церкви: 2,52 %.